# Khentkaous (fille d'Ounas)
Pour les articles homonymes, voir Khentkaous.
Khentkaous est une princesse égyptienne, fille d'Ounas, pharaon de la Ve dynastie.

## Généalogie
Fille de Khenout et d'Ounas, elle est la sœur de la princesse Ipout qui épousera Téti, successeur d'Ounas.
Une princesse royale de même nom que Khentkaous épousa Senedjemib Mehi, le vizir d'Ounas ; elle portait les titres de fille royale de sa chair et prêtresse d'Hathor dame du Sycomore. Il est très possible que cette princesse soit bien la fille d'Ounas.